# Christoph Vavrik

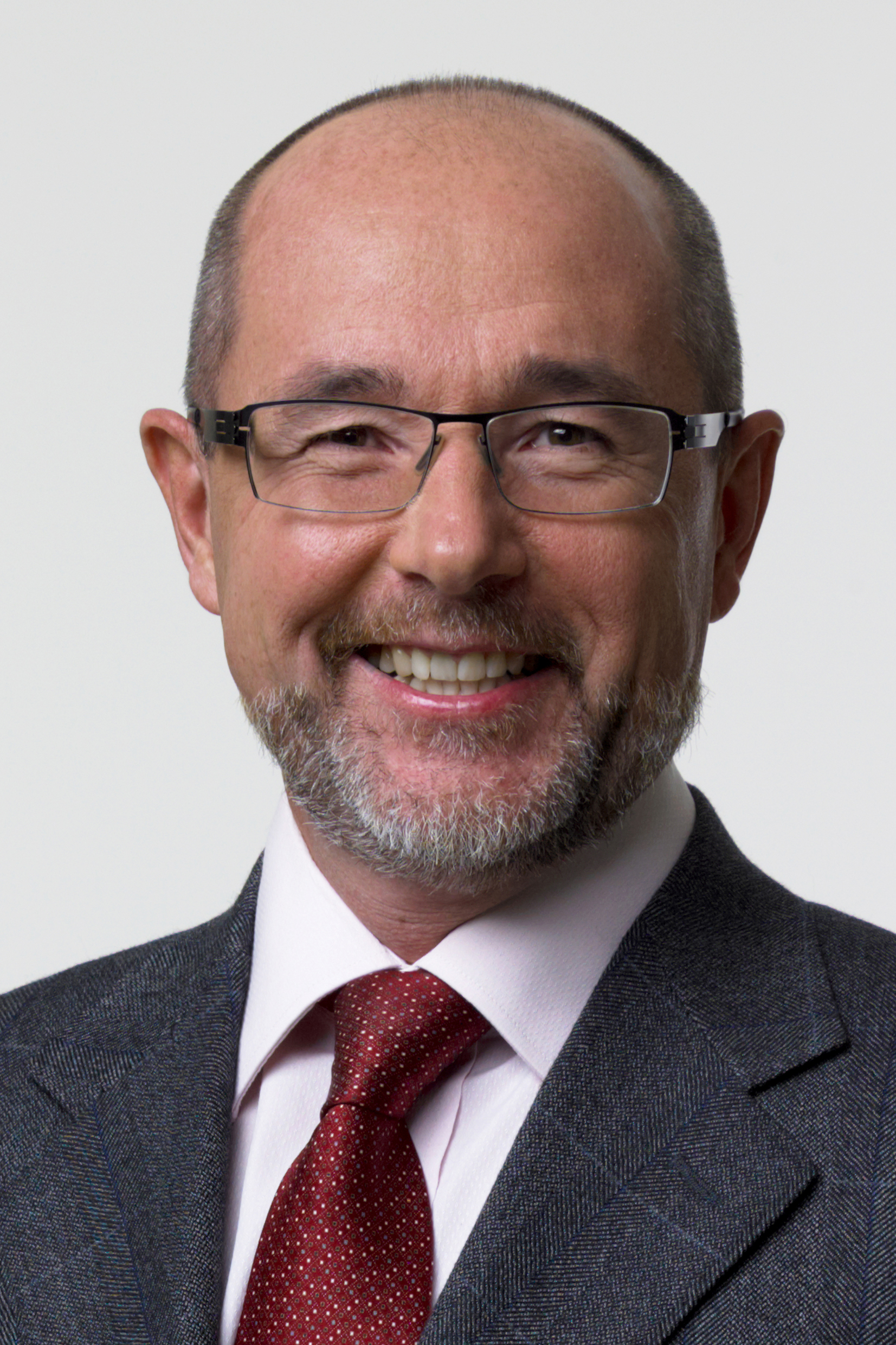
Christoph Vavrik (2012)

Christoph Vavrik (* 2. Mai 1961 in Genf) ist ein österreichischer Politiker (ÖVP, ehemals NEOS) und ehemaliger Manager. Er war Gründungsmitglied der Partei NEOS – Das Neue Österreich und Liberales Forum und von 29. Oktober 2013 bis 8. November 2017 Abgeordneter zum österreichischen Nationalrat.

## Ausbildung und Beruf
Vavrik legte 1979 am Lycée Français de Vienne seine Matura ab und studierte in der Folge Sozial- und Wirtschaftswissenschaften an der Wirtschaftsuniversität Wien. Nach dem Ende seines Studiums in Wien absolvierte Vavrik von 1984 bis 1985 seinen Präsenzdienst. Danach setzte er seine Ausbildung an der Paul H. Nitze School of Advanced International Studies der Johns Hopkins University fort, wo er zunächst in Bologna und anschließend in Washington, D.C. Internationale Beziehungen studierte und 1988 mit Auszeichnung abschloss. 
Beruflich arbeitete Vavrik 1987 als Assistent im Völkerrechtsbüro des Bundesministeriums für Auswärtige Angelegenheiten, danach war er Attaché der österreichischen Botschaft in Lusaka, Sambia. Nach seiner Rückkehr nach Österreich war er von 1988 bis 1992 als Brand Manager von Procter & Gamble Austria aktiv, von 1992 bis 1995 war er in derselben Funktion bei Procter & Gamble Arabian Peninsula. Er wurde 1995 Marketing Direktor von Procter & Gamble Hellas, wechselte 1999 als Marketing Direktor zu Procter & Gamble Euroco und war im Anschluss von 2001 bis 2003 Marketing Direktor bei Procter & Gamble Balkans. 2003 wechselte er als Marketing Direktor zu Danone Romania, bevor er 2005 die Geschäftsführung der Danone Griechenland/Zypern (Danone Hellas) übernahm. Zuletzt war er von 2009 bis 2012 Geschäftsführer der Danone Gesellschaft m.b.H.

## Politik und Funktionen
Vavrik verließ Danone 2012 um sich bei der demokratiepolitischen Bewegung „Phönix“, aus welcher später die Partei NEOS – Das Neue Österreich hervorgehen sollte, zu engagieren. Als eines der Gründungsmitglieder trug er wesentlich zur Ausarbeitung des NEOS-Parteiprogramms bei und übernahm im April 2013 die Rolle des Landessprechers der Steiermark. Diese Funktion füllte er bis 2014 aus. Vavrik kandidierte bei der Nationalratswahl 2013 und ging als Spitzenkandidat für den Landeswahlkreis Steiermark aus dem parteiinternen Vorwahlprozess hervor. Nachdem NEOS mit einem bundesweiten Ergebnis von 5,0 % der Einzug in den Nationalrat gelang, wurde Christoph Vavrik am 29. Oktober 2013 als Abgeordneter angelobt. Er übernahm in der Folge die Funktionen des Bereichssprechers für Außenpolitik, Innere Angelegenheiten und Volksanwaltschaft des „Klubs NEOS Das Neue Österreich und Liberales Forum“. Zusätzlich übte er von 2013 bis 2015 die Funktion des NEOS-Landessprechers für die Steiermark aus.
Vavrik wurde Vorsitzender der parlamentarischen Freundschaftsgruppen mit Griechenland und dem Kosovo. In dieser Funktion leitete er mehrere überparteiliche Auslandsdelegationen. Bekannt wurde er außerdem durch seinen Kampf gegen die weltweite Todesstrafe. Im Zuge seiner Arbeit im Nationalrat sprach sich Vavrik mehrmals deutlich für die Beibehaltung der EU-Sanktionen gegen die Russische Föderation im Zusammenhang mit der Krimannexion durch Russland aus. Er selbst war 2014 als OSZE-Wahlbeobachter in der Ukraine und forderte seitdem immer wieder eine stärkere Unterstützung des Landes durch die Europäische Union, insbesondere was den Aufbau von demokratischen Strukturen betrifft.
Vavrik trat auch als scharfer Kritiker des türkischen Präsidenten Recep Tayyip Erdoğan in Erscheinung. In seinen Nationalratsreden kritisierte er mehrfach die gravierenden Menschenrechtsverletzungen unter Erdoğan und sprach sich für den Abbruch der Beitrittsverhandlungen zwischen der Europäischen Union und der Türkei aus. Im Mai 2016 nahm der Nationalrat einen von Vavrik eingebrachten Antrag, welcher die EU-Kommission aufforderte die Menschenrechtslage in der Türkei kritisch zu prüfen und notfalls die Beitrittsverhandlungen abzubrechen, an.

### Kritik und Wechsel zur ÖVP
Christoph Vavrik kommentierte am 5. November 2016 auf seinem Facebook-Profil einen Nachrichten-Artikel von orf.at über die erste Adoption durch ein gleichgeschlechtliches Paar in Österreich mit den Worten „O tempora, o mores! Künftige Zivilisationen werden auf solche gesellschaftliche Abartigkeiten mit demselben Unverständnis blicken wie wir heute auf die Sklaverei ...“. Diese Äußerung geriet sehr rasch in die öffentliche Kritik, da sie als homophob aufgefasst und Vavrik insbesondere der Vergleich mit der Sklaverei zum Vorwurf gemacht wurde. Vavrik entschuldigte sich daraufhin für die falsche Wortwahl und den falschen historischen Bezug. Die Grünen, insbesondere deren Wiener Landessprecher Joachim Kovacs, forderten umgehend den Rücktritt Vavriks. Auch seine eigene Partei, NEOS, distanzierte sich rasch von der Wortwahl des Abgeordneten und erklärte, diese würde nicht der Parteilinie zum Thema Homosexuellenrechte entsprechen. Der designierte NEOS-Generalsekretär Nikola Donig erklärte, dass es sich um eine „massive verbale Entgleisung“ gehandelt habe, von der sich die Partei distanziere. Es wurde zudem angekündigt, dass Vavrik bei der nächsten Nationalratswahl nicht mehr auf der Liste von NEOS antreten werde. Nach einer Vorstandssitzung von NEOS am 7. November wurde bekanntgegeben, dass Vavrik sein Nationalratsmandat schon vor Ablauf der Legislaturperiode zurücklegen und damit in ein paar Wochen zurücktreten werde. In einem Interview im Jänner 2017 darauf angesprochen, dass Vavrik immer noch nicht zurückgetreten sei, antwortete Parteichef Matthias Strolz dem Standard, dass mit ihm vereinbart worden sei, „dass er bis Ende des ersten Quartals sein Mandat übergibt.“
Am 30. März 2017, also nur einen Tag vor Ablauf des angesprochenen ersten Quartals, wurde völlig überraschend sein Wechsel in den ÖVP-Klub und damit verbunden sein Verbleib als Abgeordneter im Nationalrat bekannt gegeben. ÖVP-Klubobmann Reinhold Lopatka betonte, man teile die umstrittene Äußerung zwar nicht, wolle Vavrik aber eine zweite Chance geben. Christoph Vavrik selbst bezeichnete seinen Austritt aus Klub und Partei von NEOS und seinen Eintritt bei der ÖVP als Rückkehr in seine politische Heimat. Er blieb in weiterer Folge bis zum Ende der Legislaturperiode am 8. November 2017 als Mitglied des ÖVP-Klubs Abgeordneter zum Nationalrat und kandidierte bei der Nationalratswahl 2017 nicht erneut.

## Auszeichnungen
- 2018: Großes Ehrenzeichen des Landes Steiermark[9][10]

## Privates
Vavrik ist verheiratet und Vater von zwei Kindern. Er besitzt eine österreichisch-französische Doppelstaatsbürgerschaft und ist Sohn des ehemaligen Diplomaten Harald Vavrik.